# Софійська гора Афон (станція метро)
Софійська гора Афон (болг. Метростанция-Софийска-Света-гора) — станція четвертої лінії Софійського метрополітену, була відкрита 2 квітня 2015 року.
Крита станція естакадного типу, з двома береговими платформами.
Пересадка на автобусні маршрути № 10. Розташована на розі вул. „Поручик Неделчо Бончев“ з вул. „Подпоручик Йордан Тодоров“ в індустріальній зоні „Искър“. Оздоблення витримано в сірих та блакитних кольорах.

## Ресурси Інтернету
Вікісховище має мультимедійні дані за темою: Sofiyska Sveta gora Metro Station
- Sofia Metropolitan
- SofiaMetro@UrbanRail
- Sofia Urban Mobility Center
- Sofia Metro station projects